# David Myrgård
David Hjalmar Myrgård, född 18 februari 1895 i Gårdeby församling, Östergötlands län, död 29 augusti 1966 i Kisa församling, Östergötlands län, var en svensk präst.

## Biografi
David Myrgård föddes 1895 i Gårdeby församling. Han var son till hemmansägaren Per August Karlsson och Anna Andersson. Myrgård avlade 1920 teologie kandidatexamen vid Uppsala universitet och 1928 teologie licentiatexamen. Han prästvigdes 1920 i Linköping och blev 1923 komminister i Norrköpings S:t Olai församling. Myrgård blev 1930 kyrkoherde i Kisa församling och 1943 kyrkoherde i Vadstena församling. Han blev även 1943 kontraktsprost i Dals och Lysings kontrakt.

### Familj
Myrgård gifte sig första gången 1922 med Mary von Malmborg (1898–1930), som var dotter till kaptenen Oscar von Malmborg och Lilly Belfrage, och andra gången 1933 med rödakorssystern Tyra Andersson (1901–1985), vilken var dotter till bankdirektören Anders Johan Andersson och Anna Jacobsson.